# Kardinalski zbor
Kardinalski zbor predstavljajo kardinali, ki volijo novega papeža kot člani rimskega klera. To volilno telo se neprestano povečuje od svojega nastanka. V začetku jih je bilo vsega petnajst, pozneje pa je njihovo število neprestano naraščalo; Pavel II.  je moral podpisati pred izvolitvijo izjavo, da bo njihovo število omejil na 24; a za časa papeževanja Pija IV. je dosegel že 76 članov. Na čelu kardinalskega zbora je dekan, nadomešča pa ga poddekan. Dekan ali poddekan nimata nikakršne oblasti upravljanja nad drugimi kardinali, ampak je kot prvi med enakimi. Kardinal dekan ima kot naslov ostijsko škofijo skupaj z drugim kardinalskim naslovom, ki ga je imel že poprej.

## Zgodovina
Sikst V. je sklenil z apostolsko konstitucijo Post quam verus ille z dne decembra 1586. omejti število kardinalov, ki lahko volijo papeža, na največ 70. To število je papež določil glede na število 70 starešin, ki jih je Mojzes določil kot voditelje izvoljenemu ljudstvu. Določbe papeža Siksta V. je potrdil kanon 231. Zakonika cerkvenega prava. Te določbe so ostale nespremenjene vse do pontifikata Janeza XXIII. Upoštevaje razvoj Cerkve na drugih celinah zunaj Evrope, zlasti v Latinski Ameriki, je papež Janez XXIII. prekršil do tedaj veljavni zakon in povečal število članov »de facto« , toda ne tudi »de jure«, na 90. To je storil njegov nasledni Pavel VI. s konstitucijo Romano Pontifici eligendo z dne 1. novembra 1975, s katero je razdelil kardinale na kardinale volivce in nevolivce, določivši, da kardinali prenehajo biti volivci , ko dopolnijo 80 let življenja. Število izbornikov je omejil na 120 članov, a število neizbornikov je bilo odvisno o številu tistih, ki so bili starejši od 80 let.
Kardinali udejanjajo skupno suvereno oblast le za časa sedisvakance, torej v času, ko je izpraznjen sveti sedež po papeževi smrti do izvolitve njegovega naslednika. Ta oblast je omejena še s tem, da ne smejo uvajati novosti: Sede vacante nihil innovetur. Kardinalski zbor se zbira med papeževim življenjem ob njegovi izvolitvi, kadar mu izražajo voščila, ob njegovi obletnici ali ob velikem prazniku, ali kadar so posebna srečanja, kot je na primer konzistorij, na katerem papež imenuje nove kardinale. 
Zgodovina je zabeležila kardinalske zbore, na katerih je bilo živahno kot na današnjih skupščinskih razpravah. To se je dogajalo zlasti v visokem srednjem veku, ko so bili konzistoriji mnogo bolj pogosti, a kardinali so zahtevali zase večja pooblastila zlasti pod vplivom raznih vladarjev. Znano je, da sta med zahodnim razkolom obstajala dva kardinalska zbora, a po njuni združitvi – ko so kardinali skupno izvolili novega protipapeža, je Cerkev imela celo tri papeže, vsakega z lastnim kardinalskim zborom. Temu nenaravnemu stanju je napravil konec Konstanški koncil, ki je pod vodstvom cesarja Sigismunda Luksemburškega dosegel odpoved ali odstavitev vseh treh, ter pod vplivom konciliarizma izvolil novega – tokrat edinega – papeža. 
Leon X. je tem demokratičnim težnjam napravil konec, ko je izvršil neke vrste državni udar 1517; ni se posvetoval z nikomer, še najmanj s kardinalskim zborom: imenoval je naenkrat 31 kradinalov namesto prejšnjih, ki niso hoteli sprejeti sklepov florentinskega vesoljnega cerkvenega zbora. Poudaril je, da kardinali, čeprav volijo papeža, svoj visoki cerkveni položaj dolgujejo le papežu. Kardinali so izgubili precej od svojega prejšnjega vpliva, vendar je še danes velik, čeprav se izraža na druge načine. 

### Sedanjost
Drugi vatikanski koncil na novo ovrednotil službo škofov – ne pa tudi kardinalov. Zato je Pavel VI. v nagovoru 28. junija 1967 poudaril, kako pomemben je kardinalski  zbor za življenje Cerkve. Znotraj kardinalskega zbora papež izbira državnega tajnika, prefekte rimskih kongregacij, predsednike svetov in komisij, odposlance, ki jih pošilja v tujino , da ga predstavljajo na kakem srečanju, posebne odposlance itd. Dolžnost kardinalov je, da sodelujejo v delu kongregacij, svetov in komisij kurije. Kardinalska čast je dosmrtna, čeprav se je dogajalo, da so jo nekateri izgubili. Tako je na primjer za časa pontifikata Pija XI. kardinal Billot izgubil kardinalski naslov in je ponovno postal navaden redovnik oče Billot iz Družbe Jezusove. Kardinal Billot je moral dati ostavko na mesto v kardinalskem zboru zaradi nestrinjanja s papežem glede primernosti obsodbe francoske katoliške akcije.
Zadnja imenovanja kardinalov so bila ob koncu novembra 2020. Z novimi 13 kardinali je število doseglo kar 229. oseb. Ker je med njimi veliko starejših od 80 let, je kardinalov elektorjev trenutno 128. Slovencev med elektorji ni, ker je Franc Rode presegel mejno starost.